# Leucocoryne
Leucocoryne is een geslacht uit de narcisfamilie (Amaryllidaceae). De soorten komen voor in Chili.

## Soorten
- Leucocoryne alliacea Lindl.
- Leucocoryne angosturae Ravenna
- Leucocoryne angustipetala Gay
- Leucocoryne appendiculata Phil.
- Leucocoryne arrayanensis Ravenna
- Leucocoryne candida Ravenna
- Leucocoryne codehuensis Ravenna
- Leucocoryne conconensis Ravenna
- Leucocoryne coquimbensis F.Phil. ex Phil.
- Leucocoryne coronata Ravenna
- Leucocoryne curacavina Ravenna
- Leucocoryne dimorphopetala (Gay) Ravenna
- Leucocoryne editiana Ravenna
- Leucocoryne foetida Phil.
- Leucocoryne fragrantissima Ravenna
- Leucocoryne fuscostriata Ravenna
- Leucocoryne gilliesioides (Phil.) Ravenna
- Leucocoryne inclinata Ravenna
- Leucocoryne incrassata Phil.
- Leucocoryne ixioides (Sims) Lindl.
- Leucocoryne leucogyna Ravenna
- Leucocoryne lilacea Ravenna
- Leucocoryne lituecensis Ravenna
- Leucocoryne lurida Ravenna
- Leucocoryne macropetala Phil.
- Leucocoryne maulensis Ravenna
- Leucocoryne modesta Ravenna
- Leucocoryne mollensis Ravenna
- Leucocoryne narcissoides Phil.
- Leucocoryne odorata Lindl.
- Leucocoryne pachystyla Ravenna
- Leucocoryne pauciflora Phil.
- Leucocoryne porphyrea Ravenna
- Leucocoryne praealta Ravenna
- Leucocoryne purpurea Gay
- Leucocoryne quilimarina Ravenna
- Leucocoryne reflexa Grau
- Leucocoryne roblesiana Ravenna
- Leucocoryne rungensis Ravenna
- Leucocoryne simulans Ravenna
- Leucocoryne subulata Ravenna
- Leucocoryne taguataguensis Ravenna
- Leucocoryne talinensis Mansur & Cisternas
- Leucocoryne tricornis Ravenna
- Leucocoryne ungulifera Ravenna
- Leucocoryne valparadisea Ravenna
- Leucocoryne violacescens Phil.
- Leucocoryne vittata Ravenna

... · 
Acis · 
Amaryllis · 
Boophone · 
Clivia · 
Crinum (Haaklelie) · 
Galanthus (Sneeuwklokje) · 
Hippeastrum · 
Hymenocallis · 
Leucojum (Narcisklokje) · 
Narcissus (Narcis) · 
Pancratium · 
Scadoxus · 
Sprekelia · 
Sternbergia · 
...